# Marie Sandholt
Anna Marie Louise Sandholt (Copenhague, 22 de marzo de 1872-1942) fue una pintora y ceramista danesa que practicó la pintura al aire libre en una época en la que era inusual que las mujeres lo hicieran. Antes de estudiar pintura, había trabajado como profesora de bordado. Como ceramista, creó figuras de porcelana para Bing & Grøndahl. Muchos de sus paisajes representaban árboles, con los que desarrolló una relación especial después de la Primera Guerra Mundial.

## Biografía
Nacida el 22 de marzo de 1872 en Copenhague, Anna Marie Louise Sandholt era hija del médico Peter Boll Wivet Sandholt (1827-1890) y de Louise Victoria Aagaard (1848-1920). Su familia era acomodada. Comenzó a estudiar arte en Tegne-og Kunstindustriskolen for Kvinder (Escuela de artes y oficios para mujeres). De 1892 a 1901 continuó sus estudios en la Kunstakademiets Kunstskole para Kvinder (Escuela de Arte de la Academia para Mujeres). En 1902 terminó La alegría de la maternidad, que encarna la idea de fertilidad y la naturalidad de tener hijos.
Su verdadera introducción a la pintura, sin embargo, se produjo más tarde, cuando trabajaba como empleada doméstica en la casa del pintor Viggo Pedersen (1854-1926) en Skamstrup, cerca de Holbæk. Esto contribuyó significativamente a su educación artística.
En 1905 regresó a la Escuela de Artes y Oficios para Mujeres como profesora de bordado. Además de bordados, diseñó figuras de porcelana para Bing & Grøndahl. En uno de sus viajes de estudios a Italia conoció al pintor noruego Christian Krohg quien la ayudó a desarrollar su técnica y composición.
Una de sus primeras obras más notables es Morgenglæde (1902), que representa a una madre con sus cuatro hijos en una cama doble, inspirada en las imágenes de la vida familiar de Johansen. Continuó pintando escenas naturalistas al aire libre con un estilo más libre y matizado. Sus paisajes, en ocasiones con figuras humanas, a menudo representaban árboles y bosques. Había desarrollado un cariño especial por ellos, ya que muchos habían sido destruidos en el norte de Francia durante la Primera Guerra Mundial. En ocasiones también pintó retratos, incluido uno del actor Johannes Poulsen en la obra de teatro Noche de reyes. Expuso en el Kunsthal Charlottenborg de 1895 a 1943 y organizó varias exposiciones individuales en todo el país.